# Genovese (dolce siciliano)

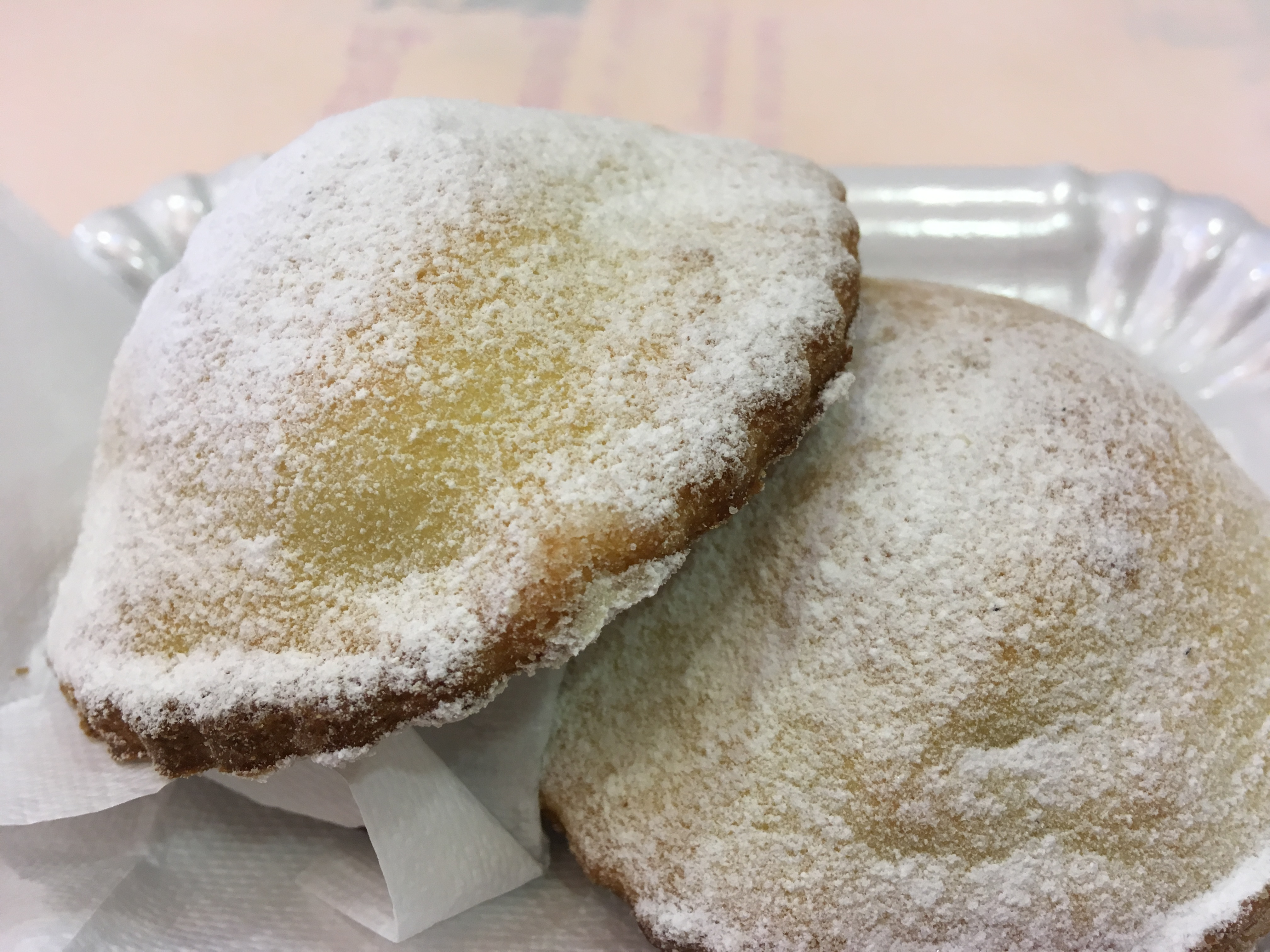
Genovesi di Erice

La genovese è un dolce di pasta frolla ripieno di crema e cotto al forno, tipico della Sicilia occidentale, soprattutto delle province di Trapani e Palermo. Con alcune variazioni e altri nomi, si trovano anche in altre province siciliane: a Catania un dolce analogo viene chiamato panzerotto.
Particolari sono quelle di Erice (TP), da un'antica ricetta delle suore di clausura del locale convento.

## Preparazione
Si prepara la pasta frolla con farina, zucchero, burro, un uovo e un po' di latte e lievito. Si prepara a parte il ripieno, costituito da crema pasticcera profumata con scorza di limone. Si stende la pasta e si ricavano dei dischetti su cui si adagia il ripieno. Si chiudono bene i dischetti ripieni e si cuociono al forno. Dopo la cottura, si spolverano con zucchero a velo.

## Varianti
Genovese alla ricotta
Analoghe a quelle tradizionali, ma invece della crema vi è la ricotta di pecora zuccherata.
Panzerotto catanese
La pasta frolla del panzerotto catanese si prepara in modo analogo, e il ripieno del dolce è costituito oltre che da crema pasticcera, anche da crema al cioccolato. Anche i panzerotti catanesi sono cotti al forno e poi spolverati con zucchero a velo.